# Sant Roc de Begós
Sant Roc de Begós és una església de Begòs al municipi d'Es Bòrdes inclosa en l'Inventari del Patrimoni Arquitectònic de Catalunya.

## Descripció
Església inicialment romànica, d'una sola nau dividida en tres trams per arcs torals sobre la qual es recolza una volta lleugerament apuntada. Posteriorment, al segle xiv, s'hi afegeixen dues capelles enfrontades a banda i banda de la nau. Al mur de ponent presenta una mena de pòrtic, d'entrada a l'església, que fa de base del campanar.
A la capella del costat de l'Evangeli hi ha un retaule barroc realitzat l'any 1761 en fusta policromada i daurada.
A l'interior de l'església es troba una pica baptismal que encara conserva els tres components de vas, suport i base. Està datada de finals del segle xii inicis del XIII per tant d'època romànica. És molt semblant a la que es troba a Montcorbau, a Betlan o Arròs. Com totes elles, el vas està decorat amb una tija de representació vegetal que volteja tot el perímetre; el suport és cilíndric i presenta una decoració a base d'arcs de mig punt. La base és de forma semiesfèrica i no presenta cap element decoratiu.
L'església té un campanar de planta quadrada, afegit a l'església posteriorment; la planta baixa del campanar està compost com a nàrtex i, per tant, fa funcions d'entrada mitjançant una porta d'un sol arc de mig punt adovellada a la cara nord. Al pis superior disposa d'una obertura en arc de mig punt a cada una de les cares; al pis inferior, i per la cara oest, hi ha una finestra espitllera en pedra tosca actualment tapiada.